# Jerzy Maciejewski (Pianist)
Jerzy Maciejewski (Geburtsdatum und -ort nicht bekannt) ist ein polnischer Pianist und Musikpädagoge.
Maciejewski begann fünfjährig Klavier zu spielen und studierte an der Musikakademie Warschau (heute: Fryderyk-Chopin-Universität für Musik) Klavier bei Maria Wiłkomirska. Er war hier mehrfach Stipendiat der Fryderyk-Chopin-Gesellschaft und begann schon während seiner Ausbildung zu unterrichten. Nach Abschluss des Studiums wurde er Professor an der Universität und leitete die Klavierklasse an der Instrumentalpädagogischen Fakultät in Bialystok. Von 2005 bis 2007 leitete er an der Keimyung-Chopin-Musikakademie eine Klavierklasse im südkoreanischen Daegoo, wo er auch wöchentliche Vorträge in der örtlichen Musikgesellschaft hielt und Konzerte gab. Im Rahmen des Erasmus-Programms leitete er Meisterkurse in Tallinn (2009) und Novara (2011). Als Juror wirkte er an verschiedenen Wettbewerben für junge Pianisten mit.
Als Konzertpianist trat Maciejewski in fast ganz Europa, in Mexiko und Südkorea auf. Im Mittelpunkt seines Repertoires stehen die Werke von Komponisten des 20. und 21. Jahrhunderts. Er ist der Gründer des Klaviertrios Ignacy Jan Paderewski sowie Mitbegründer des Ensembles Camerata Vistula. Im Rundfunk und Fernsehen nahm er u. a. eine Sammlung von Karol Szymanowskis mit der Geigerin Magdalena Reszler und mit der Sängerin Ewa Iżykowska alle Lieder Fryderyk Chopin sowie Liederzyklen von Ignacy  Jan Paderewski und Karol Szymanowski auf. Mit dem Perkussionisten Stanisław Skoczyński spielte er Kompositionen von Béla Bartók, Kazimierz Serocki und George Crumb.